# Танцующий с волками
«Танцующий с волками» (англ. Dances with Wolves) — исторический драматический художественный фильм. Премьера состоялась 19 октября 1990 года в Вашингтоне. Режиссёр и исполнитель главной роли Кевин Костнер работал над картиной более пяти лет. Большинство диалогов в фильме ведётся на языке лакота — одном из диалектов американских индейцев сиу — и сопровождается субтитрами.
Фильм был номинирован на премию «Оскар» в 12 категориях и получил семь статуэток, включая премию за лучший фильм.

## Тэглайны
- Inside everyone is a frontier waiting to be discovered. (В каждом есть граница, ждущая первооткрывателя.)
- Lieutenant John Dunbar is about to discover the frontier…within himself. (Лейтенант Джон Данбар отправляется на поиски границы… внутри самого себя.)

## Сюжет
1863 год. Гражданская война в США. Лейтенант Джон Дж. Данбар ранен в бою на поле у Сент-Дэвида в штате Теннесси. Выбрав смерть вместо ампутации ноги, он берет лошадь и едет вдоль линий Конфедератов. Несмотря на открытие хаотичной стрельбы, конфедераты не могут поразить его, и под воодушевлением от его поступка армия северян атакует южан. Данбар выживает, получает благодарность за храбрость и надлежащую медицинскую помощь. После полного выздоровления Данбар просит перебросить его на западный фронтир.
Данбара переводят в Форт Хейс (англ. Fort Hays), небольшой форт, возглавляемый майором Фамбро, расстроенным офицером, который презирает энтузиазм Данбара. Он отправляет его на самый дальний пост — Форт Седжвик (англ. Fort Sedgwick), а сам сразу после отъезда Данбара кончает с собой. Данбар отправляется в форт с Тиммонсом, проводником мулов; они прибывают в форт и находят его покинутым. Несмотря на угрозу со стороны местных племен, Данбар решает остаться в форте. Он начинает его восстанавливать в одиночестве, записывая свои наблюдения в дневнике. Тиммонс убит индейцами пауни на обратном пути в Форт Хейс; его смерть вместе со смертью майора, который направил их в Форт Сэджвик, не позволяет начальству узнать о назначении Данбара, и, соответственно, он остается совершенно один, безо всякой надежды получить помощь в ближайшее время.
Данбар впервые сталкивается со своими соседями сиу, когда те предпринимают попытки украсть его лошадь и запугать его. Решив, что быть целью — плохая перспектива, он решает отыскать лагерь сиу и первым начать диалог. По пути он встречает Стоящую С Кулаком, белую приемную дочь шамана племени Разящей Птицы, которая ритуально калечит себя, оплакивая своего мужа. Данбар возвращает её к сиу, и некоторые из племени начинают уважать его. В конце концов, Данбар устанавливает связь с Разящей Птицей, воином Ветром В Его Волосах и молодым Много Улыбающимся, посещая лагеря друг друга. Языковой барьер тормозит их, и Стоящая С Кулаком выступает в роли переводчика, хотя и с трудом; она помнит английский только из раннего детства, когда остальная часть её семьи была убита во время нападения пауни.
Данбар обнаруживает, что истории, которые он слышал о племени, не соответствуют действительности, и в нём возникает уважение к их образу жизни и культуре. Изучая их язык, сиу принимают его как почетного гостя после того, как он рассказывает им о мигрирующем стаде бизонов и участвует в охоте. Находясь в форте Седжвик, Данбар также подружился с волком, которого он называет Белолапый из-за белых «носочков» на его передних лапах. Увидев однажды Данбара и Белолапого, преследующими друг друга, сиу дали ему имя Танцующий с Волками. В это время Данбар также налаживает романтические отношения со Стоящей С Кулаком и помогает защитить деревню от нападения конкурирующего племени пауни. Данбар в конечном итоге получает согласие Разящей Птицы на вступление в брак со Стоящей С Кулаком и покидает форт Седжвик.
Из-за растущей угрозы со стороны пауни и белых, вождь Десять Медведей решает перевести племя в зимний лагерь. Данбар решает сопровождать их, но сначала должен забрать свой дневник из форта Седжвик, поскольку он понимает, что это даст армии возможность найти племя. Однако, когда он прибывает, он находит форт уже занятым армией США. Из-за его одежды сиу солдаты открывают огонь и захватывают Данбара, убивая его коня, а его самого арестовывая как предателя. Два офицера допрашивают его, но Данбар не может доказать свою историю, поскольку капрал нашел его дневник и сохранил его втайне. Отказавшись служить переводчиком, Данбар обвиняется в дезертирстве и отправляется обратно на восток в качестве заключенного. Солдаты конвоя убивают ради развлечения Белолапого, когда волк пытается следовать за Данбаром, несмотря на попытки Данбара вмешаться.
Однако сиу выслеживают конвой, убивают солдат и освобождают Данбара. Они утверждают, что видят в нём не белого человека, а воина-сиу под именем Танцующий С Волками. Но в зимнем лагере Данбар решает уйти со Стоящей С Кулаком, потому что его постоянное присутствие ставит племя под угрозу. Перед их уходом, Много Улыбающийся возвращает Данбару дневник, который он нашел во время его освобождения, а Ветер В Его Волосах кричит, что он друг Данбара, в отличие от их первой встречи, где он враждебно на Данбара кричал. Войска США видят, что они уходят в горы, но не могут их обнаружить, а одинокий волк воет на расстоянии.
В эпилоге говорится, что тринадцать лет спустя последние остатки свободных сиу были подчинены американскому правительству, что положило конец завоеванию западных пограничных штатов и средствам существования племен на Великих равнинах США.

## В ролях
| Актёр                             | Роль                                        |
| --------------------------------- | ------------------------------------------- |
| Кевин Костнер                     | лейтенант Джон Данбар / Танцующий С Волками |
| Мэри Макдоннелл                   | Кристин / Стоящая С Кулаком                 |
| Грэм Грин                         | Разящая Птица / Бьющаяся Птица              |
| Родни Грант                       | Ветер В Его Волосах                         |
| Флойд Вестерман                   | вождь Десять Медведей                       |
| Майкл Спирс                       | Выдра                                       |
| Танту Кардинал                    | Чёрная Накидка                              |
| Джимми Херман                     | Каменный Телёнок                            |
| Натан Ли Преследующий Свою Лошадь | Много Улыбающийся                           |
| Уэс Стьюди                        | предводитель пауни                          |
| Роберт Пасторелли                 | Тиммонс                                     |
| Ларри Джошуа                      | сержант Бауэр                               |
| Мори Чайкин                       | майор Фамбро                                |

## Сборы
В американский прокат фильм был выпущен 21 ноября 1990 года. «Танцующий с волками» был чрезвычайно популярным и собрал в прокате в США 184 млн долларов, а по всему миру — 424 млн долларов.

## Критика
Вопреки ожиданиям, фильм «Танцующий с волками» завоевал большую популярность, получив признание критиков и собрав кассу в 184 миллиона долларов только в США и 424 миллиона долларов по всему миру. По состоянию на 2019 год, рейтинг одобрения на агрегаторе Rotten Tomatoes составлял 83% на основе 75 обзоров, со средней оценкой 7,58 баллов из 10 возможных. По версии Metacritic, средняя оценка на основе 20 критических обзоров составляет 72 балла из 100 возможных. Зрительская оценка по версии CinemaScore были высшей — «А+».
«Танцующий с волками» был назван одним из десяти лучших фильмов 1990 года 115 критиками и 19 критиками — лучшим фильмом года. 
Популярность фильма также способствовала улучшению имиджа коренных американцев, так, лидерами нации сиу было решено принять Костнера в качестве почётного члена народа. 
Фильм подвергался и критике за неподлинное произношение языка сиу, в частности, только один актёр-индеец был носителем данного языка. Активист за права индейцев Рассел Минс в 2009 году заметил, что актёры-индейцы при общении на языке сиу допускали грубые ошибки, например все актёры, в том числе и мужчины, обращались к себе и остальным женским родом. «Некоторые индейцы и Кевин Костнер говорили по-женски. Когда я посмотрел фильм со своими парнями из лакота, мы безудержно смеялись». Тем не менее многие коренные американцы по-прежнему благосклонно относятся к фильму. Например, Майкл Смит, организатор кинофестиваля американских индейцев в Сан-Франциско, заметил, что в его родном сообществе (сиу) люди очень хорошо относятся к фильму, особенно среди тех, что следуют обычаям и живут в составе племён.
Фильм вызывал и отрицательную реакцию, как и со стороны либералов, так и консерваторов. Первые утверждали, что главный герой — это типичный пример архетипа «белого спасителя», так как Данбар быстро дружится с индейцами и в «итоге становится их главным защитником и спасителем». Такой сюжетный ход является крайне популярным во многих старых американских фильмах. Консерваторы же были возмущены тем, что фильм по их мнению героизировал и романтизировал индейцев сиу, тогда как «речь шла о самом кровожадном из вcех коренных кочевых племён равнин, а не как о защитниках окружающей среды».
Также фильм отдельно критиковали за то, что он намеренно героизировал индейцев сиу и, напротив, изобразил представителей пауни стереотипными кровожадными злодеями. В реальности же пауни в то время были слабее и малочисленнее, чем сиу, и сами становились жертвами частых набегов со стороны сиу.

## Премии и награды
«Танцующий с волками» отмечен самыми престижными премиями и вошёл в золотой фонд мирового кинематографа. На 63-й церемонии вручения премии «Оскар», состоявшейся 25 марта 1991 года в Лос-Анджелесе (США), фильм был номинирован в двенадцати категориях, семь из которых он выиграл – включая самую престижную – и был признан лучшим фильмом 1990 года.

### Награды
- Премия «Оскар» за лучший фильм, 1990 — Джим Уилсон и Кевин Костнер
- Премия «Оскар» за лучшую режиссуру, 1990 — Кевин Костнер
- Премия «Оскар» за лучший адаптированный сценарий, 1990 — Майкл Блейк
- Премия «Оскар» за лучшую операторскую работу, 1990 — Дин Семлер
- Премия «Оскар» за лучший монтаж, 1990 — Нейл Трэвис
- Премия «Оскар» за лучший звук, 1990 — Рассел Уильямс II, Джефри Перкинс, Билл В. Бентон и Грэгори Х. Уоткинс
- Премия «Оскар» за лучшую музыку к фильму, 1990 — Джон Барри
- Премия «Золотой глобус» за лучший фильм — драма, 1990 — Кевин Костнер (режиссёр) и Джим Уилсон (продюсер)
- Премия «Золотой глобус» за лучшую режиссёрскую работу, 1990 — Кевин Костнер
- Премия «Золотой глобус» за лучший сценарий, 1990 — Майкл Блейк
- «Серебряный медведь» Берлинского кинофестиваля «Выдающееся персональное достижение» — Кевин Костнер — за продюсирование/постановку/режиссуру
- Премия «Грэмми» за лучшую инструментальную композицию, написанную для кинофильма или телевидения, 1992 — Джон Барри
- Премии Национального совета кинокритиков США за лучший фильм и лучшую режиссуру, 1990
- Премия Гильдии сценаристов США за лучший сценарий, основанный на другом источнике, 1991 — Майкл Блейк
- Премия Гильдии режиссёров США за выдающийся режиссёрский вклад, 1991

### Номинации
- Номинирован на Премию «Оскар» за лучшую мужскую роль — Кевин Костнер
- Номинирован на Премию «Оскар» за лучшую мужскую роль второго плана — Грэм Грин
- Номинирована на Премию «Оскар» за лучшую женскую роль второго плана — Мэри МакДоннелл
- Номинированы на Премию «Оскар» за лучшую работу художника-постановщика — Джефри Бикрафт и Лиза Дин
- Номинирована на Премию «Оскар» за лучший дизайн костюмов — Элиза Зампарелли
- Номинирован на 9 премий Британской киноакадемии
- Номинирован на приз «Золотой медведь» Берлинского кинофестиваля
- Номинирован на премию «Сезар» за лучший зарубежный фильм
- Номинирован на премию «Золотой глобус» за оригинальную музыку (Джон Барри), мужскую роль в драме (Кевин Костнер), женскую роль второго плана (Мэри МакДоннел)

### Рейтинги
«Танцующий с волками» входит в следующие рейтинги Американского института киноискусства:
- 1998 — 100 лучших американских фильмов за 100 лет по версии AFI #75
- 2006 — 100 самых вдохновляющих американских фильмов за 100 лет по версии AFI #59

## Производство
Сценарий фильма Майкл Блейк написал по своей же одноимённой книге.
Дорис Лидер Чардж, преподававшая индейский язык лакота в Sinte Gleska University в Южной Дакоте, перевела диалоги индейцев на этот язык и обучила ему актёров (роли индейцев в фильме исполняли настоящие индейцы, но из разных других племён). В фильме она исполнила роль Красивого Щита — жены вождя Десять Медведей. По утверждению американского актера и борца за права индейцев Рассела Минса, языковое обучение актеров обернулось казусом и в результате Кевин Костнер и некоторые другие персонажи-мужчины в фильме говорят на языке лакота в женском роде.
Съёмки картины начались 18 июля 1989 года и закончились 23 ноября. Бо́льшая часть фильма была снята в Южной Дакоте, в основном на частных ранчо неподалёку от Пирра и Рапид-Сити, несколько сцен снимались также в штате Вайоминг.

## Оценки
Фильм выделяют[кто?] за жизненное изображение коренных американцев, отличающееся от голливудских штампов своего времени.
Племя лакота приняло Кевина Костнера в свои почётные члены.
В 2007 году Библиотека Конгресса США внесла фильм в Национальный реестр фильмов.